# Walking on a Dream (canción)
«Walking on a Dream» —en español: «Caminando en un sueño»— es una canción del dúo australiano de música electrónica Empire of the Sun, lanzado como el primer sencillo de su álbum debut, Walking on a Dream. El remix realizado por Sam La More estuvo disponible como descarga gratuita en el sitio web oficial de la banda.
El sencillo fue un éxito en las listas musicales de Australia, llegando hasta el número diez y siendo certificado con el doble disco de platino. También se colocó en el número cuatro de Triple J Hottest de 2008. Además ganó el premio a la "Canción del Año" en los ARIA Music Awards de 2009.

## Video musical
El video musical de la canción fue dirigido por Josh Logue y fue rodado en el trayecto del Bund, en Shanghái, China, entre julio y agosto de 2008, justo antes de los Juegos Olímpicos de 2008. Tanto Steele como Littlemore aparecen vestidos con trajes orientales y sus maquillajes están inspirados en la ópera de Pekín.

## Lista de canciones
| Sencillo en CD |                                          |          |  |
| N.º            | Título                                   | Duración |  |
| 1.             | «Walking on a Dream» (Versión del álbum) | 3:16     |  |
| 2.             | «Walking on a Dream» (Instrumental Fade) | 3:17     |  |

| CD Promo/Maxi-Single (Remixes) |                                                |          |  |
| N.º                            | Título                                         | Duración |  |
| 1.                             | «Walking on a Dream» (Original)                | 3:16     |  |
| 2.                             | «Walking on a Dream» (Sam La More Remix Edit)  | 3:36     |  |
| 3.                             | «Walking on a Dream» (Sam La More 12" Remix)   | 7:54     |  |
| 4.                             | «Walking on a Dream» (Kaskade Remix)           | 7:15     |  |
| 5.                             | «Walking on a Dream» (Van She Tech Remix)      | 3:46     |  |
| 6.                             | «Walking on a Dream» (Danger Full Mix)         | 4:40     |  |
| 7.                             | «Walking on a Dream» (Danger Dub Mix)          | 4:41     |  |
| 8.                             | «Walking on a Dream» (Danger Instrumental)     | 4:41     |  |
| 9.                             | «Walking on a Dream» (Danger Racing Club)      | 4:39     |  |
| 10.                            | «Walking on a Dream» (Honk Kong Blondes Remix) | 7:11     |  |
| 11.                            | «Walking on a Dream» (Neon Neon Remix)         | 3:49     |  |

## Posicionamiento en listas y certificaciones
| Listas (2009–2010)                        | Mejor posición |
| ----------------------------------------- | -------------- |
| Alemania (Media Control AG)               | 55             |
| Australia (ARIA)                          | 10             |
| Bélgica (Flandes) (Ultratop 50)           | 8              |
| Bélgica (Valonia) (Ultratop 50)           | 12             |
| Estados Unidos (Hot Dance Club Songs)     | 18             |
| European Hot 100 Singles                  | 89             |
| Francia (SNEP)                            | 82             |
| Hungría (Mahasz)                          | 36             |
| Irlanda (IRMA)                            | 8              |
| Italia (FIMI)                             | 16             |
| Japón (Japan Hot 100)                     | 13             |
| Nueva Zelanda (Recorded Music NZ)         | 14             |
| Países Bajos (Dutch Top 40)               | 30             |
| Reino Unido (The Official Charts Company) | 64             |
| Suecia (Sverigetopplistan)                | 52             |
| Suiza (Schweizer Hitparade)               | 21             |

| País      | Organismo certificador | Certificación    | Ref.  |
| --------- | ---------------------- | ---------------- | ----- |
| Australia | ARIA                   | Disco de Platino | [ 2 ] |

| País      | Lista (2009)          | Posición | Ref.   |
| --------- | --------------------- | -------- | ------ |
| Australia | ARIA Charts           | 61       | [ 23 ] |
| Hungría   | Mahasz                | 156      | [ 24 ] |
| Italia    | Italian Singles Chart | 79       | [ 25 ] |
| Suiza     | Swiss Singles Chart   | 66       | [ 26 ] |

## Historial de lanzamientos
| País        | Fecha                 | Discográfica         | Formato          |
| ----------- | --------------------- | -------------------- | ---------------- |
| Australia   | 30 de agosto de 2008  | Capitol Records, EMI | Descarga digital |
| Australia   | 18 de octubre de 2008 | Capitol Records, EMI | CD sencillo      |
| Reino Unido | 16 de febrero de 2009 | Virgin Records       | 7" single        |
| Reino Unido | 6 de julio de 2009    | Virgin Records       | CD sencillo      |
| Alemania    | 11 de marzo de 2011   | Capitol Records, EMI | CD sencillo      |